# Treble Charger
A Treble Charger egy kanadai rockegyüttes volt, amit Greig Nori (ének/gitár), Bill Priddle (gitár; 2003-ban kilépett), Rosie Martin (basszus) és Trevor McGregor (dob) alapított 1992-ben. Kezdetben dallamos indie rockot játszottak, ami egyre inkább pop-punkba fordult, miután leszerződtek egy nagyobb kiadóhoz 1997-ben.